# WE ARE THE FUTURE LIVE
《WE ARE THE FUTURE LIVE》는 SM 엔터테인먼트와 캐피틀 레코드의 글로벌 프로젝트 그룹 SuperM의 첫번째 미주 콘서트 투어이다.

## 투어 일정
| 날짜             | 도시         | 국가       | 장소                   | 관객 수    |
| 북아메리카       | 북아메리카   | 북아메리카 | 북아메리카             | 북아메리카 |
| ---------------- | ------------ | ---------- | ---------------------- | ---------- |
| 2019년 11월 11일 | 포트워스     | 미국       | 디키즈 아레나          | 10,000명   |
| 2019년 11월 13일 | 시카고       | 미국       | 유나이티드 센터        | 10,000명   |
| 2019년 11월 15일 | 덜루스       | 미국       | 인피니트 에너지 아레나 | 10,000명   |
| 2019년 11월 17일 | 워싱턴       | 미국       | 이글뱅크 아레나        | 9,000명    |
| 2019년 11월 19일 | 뉴욕         | 미국       | 매디슨 스퀘어 가든     | 12,000명   |
| 2020년 1월 30일  | 샌디에이고   | 미국       | 비에하스 아레나        | 8,000명    |
| 2020년 2월 1일   | 로스엔젤레스 | 미국       | 더 포럼                | 9,000명    |
| 2020년 2월 2일   | 산호세       | 미국       | SAP 센터 앳 새너제이   | 10,000명   |
| 2020년 2월 4일   | 씨애틀       | 미국       | 쇼웨어 센터            | 8,000명    |
| 2020년 2월 6일   | 밴쿠버       | 캐나다     | 로저스 아레나          | 9,000명    |
| 2020년 2월 9일   | 멕시코시티   | 멕시코     | 멕시코시티 아레나      | 17,000명   |
| 유럽             |              |            |                        |            |
| 2020년 2월 26일  | 파리         | 프랑스     | 아코르호텔 아레나      | 12,000명   |
| 2020년 2월 28일  | 런던         | 영국       | O2 아레나              | 12,000명   |

## 세트 리스트
- Opening VCR -
- I Can't Stand The Rain
- Genesis
- 괴도 (Danger) (태민 Solo)
- Goodbye (태민 Solo)
- GTA (Grand Trouble Artist) (태용 Solo)
- Super Car

- Ment -
- 夢中夢 (몽중몽; Dream In A Dream) (텐 Solo)
- New Heroes (텐 Solo)
- Bass Go Boom (루카스 Solo)
- Betcha (백현 Solo)
- UN Village (백현 Solo)
- Dangerous Woman

- Ment -
- 2 Fast
- Baby Don't Stop (태용, 텐)
- Talk About (마크 Solo)
- Confession (카이 Solo)
- No Manners
- With You

- Ment -
- Jopping

## 취소된 일정
| 일정            | 도시 | 장소    | 비고            |
| --------------- | ---- | ------- | --------------- |
| 2020년 4월 23일 | 도쿄 | 도쿄 돔 | 코로나19 범유행 |

## 제작
- SuperM (백현, 태민, 카이, 태용, 텐, 루카스, 마크)
- 주최 : SM 엔터테인먼트
- 주관 : 드림메이커, 드림시큐리티
- 총연출 : 심재원